# Open Castilla y León 1996
L'Open Castilla y León 1996 è stato un torneo di tennis facente parte della categoria ATP Challenger Series nell'ambito dell'ATP Challenger Series 1996. Il torneo si è giocato a Segovia in Spagna dal 5 all'11 agosto 1996 su campi in cemento.

## Vincitori

### Singolare
Jérôme Golmard ha battuto in finale  Emilio Sánchez con il punteggio di 6–4, 6–3

### Doppio
Jordi Burillo /  Emilio Sánchez hanno battuto in finale  Jose-Antonio Conde /  Nuno Marques con il punteggio di 6–4, 7–5